# Италия на зимних Олимпийских играх 1968
Италия принимала участие в зимних Олимпийских играх 1968 года в Гренобле (Франция) в одиннадцатый раз за свою историю и завоевала 4 золотые медали, причём бобслеисты Лучано Де Паолис и Эудженио Монти получили по две медали, а Франко Нонес стал первым итальянцем, выигравшим олимпийское золото в лыжных гонках.

## Медали
Золото

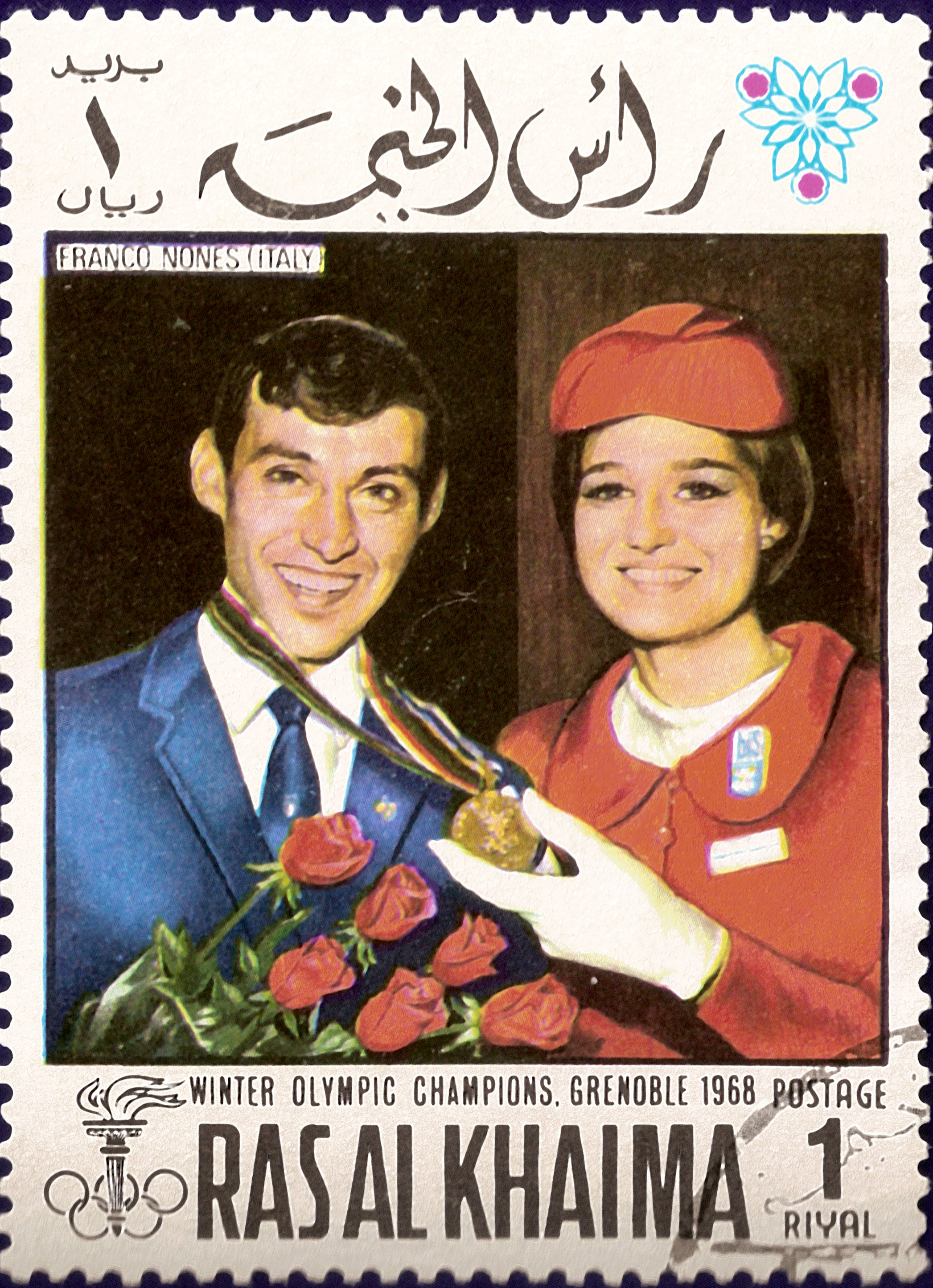
Франко Нонес на почтовой марке Объединённых Арабских Эмиратов (Рас-эль-Хайма)

- Бобслей, мужчины, двойки — Эудженио Монти, Лучано де Паолис
- Бобслей, мужчины, четвёрки — Эудженио Монти, Лучано де Паолис, Роберто Дзандонелла, Марио Армано.
- Санный спорт, женщины — Эрика Лехнер.
- Лыжные гонки, мужчины, 30 км — Франко Нонес.

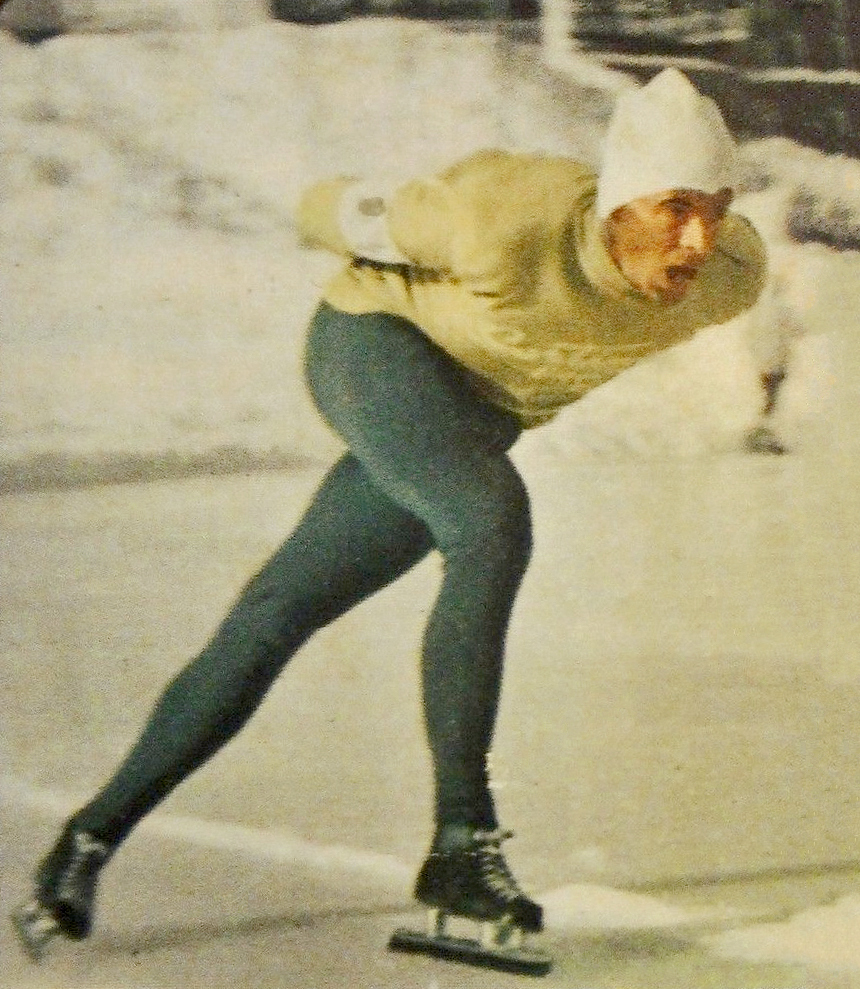
Конькобежец Ренато Де Рива

## Состав сборной
Италию представляли 47 спортсменов: 8 женщин и 39 мужчин, они соревновались в 8 видах спорта: 
- бобслей
- горнолыжный спорт
- конькобежный спорт
- лыжное двоеборье
- лыжные гонки
- прыжки на лыжах с трамплина
- санный спорт
- фигурное катание[1].

Самой юной участницей сборной была 16-летняя горнолыжница Клотильда Фазолис, и фигуристке Рите Трапанезе также было 16 лет. Самым старшим участником сборной был 40-летний бобслеист Эудженио Монти.
Знаменосцем сборной была Клотильда Фазолис. 

## Результаты

### Горнолыжный спорт
Мужчины
Женщины
Клотильда Фазолис

### Лыжные гонки
Мужчины
| Дистанция | Спортсмен         | Результат | Результат |
| Дистанция | Спортсмен         | Время     | Место     |
| --------- | ----------------- | --------- | --------- |
| 15 км     | Франко Нонес      | 52:06.8   | 36        |
| 15 км     | Франко Манфрои    | 51:47.7   | 32        |
| 15 км     | Джулио Дефлориан  | 50:19.4   | 15        |
| 15 км     | Джанфранко Стелла | 49:59.8   | 13        |
| 30 км     | Франко Манфрои    | 1'41:11.8 | 25        |
| 30 км     | Джанфранко Стелла | 1'40:42.0 | 23        |
| 30 км     | Джулио Дефлориан  | 1'37:12.9 | 5         |
| 30 км     | Франко Нонес      | 1'35:39.2 | 1         |
| 50 км     | Эльвиро Бланк     | 2'38:12.4 | 27        |
| 50 км     | Ливио Стуффер     | 2'37:46.6 | 26        |
| 50 км     | Альдо Стелла      | 2'33:17.9 | 17        |
| 50 км     | Марио Бахер       | 2'31:33.8 | 12        |

Мужчины. Эстафета  4 × 10 км
| Спортсмены                                                   | Результат | Результат |
| Спортсмены                                                   | Время     | Место     |
| ------------------------------------------------------------ | --------- | --------- |
| Джулио Дефлориан Франко Нонес Пальмиро Серафини Альдо Стелла | 2'16:32.2 | 6         |

### Санный спорт
Мужчины
Женщины

### Фигурное катание
Соревнования прошли с 7 по 16 февраля на искусственном льду Дворца спорта.
Мужское одиночное фигурное катание
| Спортсмен          | Обязательные фигуры | Произвольная программа | Баллы  | Сумма мест | Место |
| ------------------ | ------------------- | ---------------------- | ------ | ---------- | ----- |
| Джордано Аббондати | 12                  | 18                     | 1690.9 | 117        | 14    |

Женское одиночное фигурное катание
| Спортсменка    | Обязательные фигуры | Произвольная программа | Баллы  | Сумма мест | Место |
| -------------- | ------------------- | ---------------------- | ------ | ---------- | ----- |
| Рита Трапанезе | 27                  | 24                     | 1549.2 | 216.5      | 25    |